# Distretto di Minamisaku
Il distretto di Minamisaku (南佐久郡, Minamisaku-gun?) è uno dei distretti della prefettura di Nagano, in Giappone.
Attualmente fanno parte del distretto i comuni di Kawakami, Kitaaiki, Koumi, Minamiaiki, Minamimaki e Sakuho.
| Controllo di autorità | VIAF (EN) 130209608 · LCCN (EN) n82104336 · J9U (EN, HE) 987007555142405171 |